# Салудечо
Салудечо (італ. Saludecio) — муніципалітет в Італії, у регіоні Емілія-Романья,  провінція Ріміні.
Салудечо розташоване на відстані близько 220 км на північ від Рима, 130 км на південний схід від Болоньї, 22 км на південь від Ріміні.
Населення — 3120 осіб (2014).
Щорічний фестиваль відбувається 8 травня. Покровитель — Beato Amato Ronconi.

## Демографія
Населення за роками:

Станом на 1 січня 2023 року в муніципалітеті офіційно проживав 301 іноземець з 37 країн, серед них 122 громадяни країн Євросоюзу та 29 громадян України.

## Сусідні муніципалітети
- Мондаїно
- Монтефйоре-Конка
- Монтегридольфо
- Морчіано-ді-Романья
- Сан-Джованні-ін-Мариньяно
- Таволето
- Тавуллія